# Tôm bạc
Tôm bạc, tên khoa học Metapenaeus tenuipes, là một loài tôm he trong họ Penaeidae được Kubo mô tả năm 1949.